# Club de Fútbol Monterrey
Maillots
Actualités
Le Club de Fútbol Monterrey surnommé les Rayados de Monterrey, est un club de football mexicain situé dans la ville de Monterrey.
Fondé en 1945, il est aujourd'hui la propriété du groupe FEMSA, une des plus grandes entreprises mexicaines, ainsi qu'un des plus importants brasseurs mondiaux. Les grands rivaux des Rayados sont les Tigres de la Universidad Autonoma de Nuevo Leon, également basés à Monterrey. Leur affrontement est nommé le Clásico Regiomontano, deuxième rencontre la plus importante du Mexique après le clasico entre le Club América de Mexico et le Chivas de Guadalajara.
Les Rayados jouent à domicile sur le terrain de l'Estadio BBVA depuis 2015.

## Histoire
Le CF Monterrey est fondé en 1945 et représente le Nord du pays dans la ligue de football dès sa création.
Le 16 septembre 1945, lorsque le bus de l'équipe passe à San Juan de los Lagos dans l'État de Jalisco en route vers Guadalajara des pétards pour la célébration de la fête nationale provoquent l'explosion du bus qui a tué deux joueurs et blessé d'autres joueurs. Après cet accident, l'équipe perd les matchs suivants et sera reléguée dès sa première saison, le 23 juin 1946 le club arrête son activité.
Ce n'est qu'en 1952 que le club a été relancé et célèbre son retour en deuxième division. L'équipe y joue jusqu'à l'été 1960, à l'exception d'une saison de première division en 1956-1957.
Monterrey remporte pour la première fois le championnat de première division 41 ans après sa création en 1986.
Le club a connu sa meilleure période entre le tournoi de clôture 2002-2003 et celui d'ouverture 2005-2006, lorsqu'il a atteint la finale trois fois en trois ans. Cependant, il n'a été victorieux que la première fois, perdant les deux autres contre les Pumas et le Deportivo Toluca.
Le CF Monterrey remporte ensuite l'Apertura 2009 et l'Apertura 2010, avec l'Apertura 2019 il empoche son cinquième titre de champion du Mexique.
La Ligue des champions de la CONCACAF a été remportée trois fois de suite de 2011 à 2013, ainsi qu'en 2019 et 2021.

## Stades
Le CF Monterrey joue à l'Estadio Tecnológico jusqu'en 2015, ensuite il joue ses matchs à domicile au stade BBVA.

## Palmarès
| Compétitions nationales | Compétitions internationales |
| - Championnat du Mexique (5) : - Champion : 1986, 2003 (C), 2009 (A), 2010 (A) et 2019 (A). - Vice-champion : 1993, 2004 (A), 2005 (A) et 2024 (A). - Coupe du Mexique (3) : - Vainqueur : 1992, 2017 (Ouv) et 2020. - Finaliste : 1964 et 1969. | - Coupe du monde des clubs de la FIFA : - Troisième : 2012 et 2019. - Ligue des champions de la CONCACAF (5) : - Vainqueur : 2011, 2012, 2013, 2019 et 2021. - Coupe des vainqueurs de coupe de la CONCACAF (1) : - Vainqueur : 1993. - Tournoi Pré Libertadores (1) : - Vainqueur : 1999. - Coupe Pré Pré Libertadores (1) : - Vainqueur : 1999. - Coupe Camel (1) : - Vainqueur : 1991. - Coupe Eusébio (1) : - Vainqueur : 2015 |

## Personnalités du club

### Joueurs emblématiques
- Guillermo Franco
- Carlos Hermosillo
- Luis Hernández
- Giovanny Espinoza
- Eusébio
- Mario Méndez
- Ramón Morales
- Humberto Suazo
- Zinha
- Juan Arango
- Jesús Arellano
- Luis Perez
- Pablo Rotchen
- Francisco Javier Cruz
- César Delgado
- Neri Cardozo
- Maximiliano Meza
- Rogelio Funes Mori
- Dorlan Pabón
- Claudio Lostaunau
- Sergio Ramos

### Grands entraîneurs
- Benito Floro
- Daniel Passarella
- Ricardo La Volpe
- Hugo de León
- Antonio Mohamed

### Effectif professionnel actuel
En grisé, les sélections de joueurs internationaux chez les jeunes mais n'ayant jamais été appelés aux échelons supérieurs une fois l'âge-limite dépassé ou les joueurs ayant pris leur retraite internationale.